# Бранчвілл (Вірджинія)
Бранчвілл (англ. Branchville) — місто (англ. town) в США, в окрузі Саутгемптон штату Вірджинія. Домівка «Центру християн, яких об'єднанує віра» (англ. Faith United Christian Center). Населення — 118 осіб (2020).

## Географія
Містечко Бранчвілл розташоване за координатами 36°34′11″ пн. ш. 77°15′0″ зх. д. / 36.56972° пн. ш. 77.25000° зх. д. (36.569793, -77.250096).
За даними Бюро перепису населення США в 2010 році місто мало площу 1,11 км², уся площа — суходіл.

## Демографія
Згідно з переписом 2010 року, у місті мешкало 114 осіб у 41 домогосподарстві у складі 34 родин. Густота населення становила 103 особи/км².  Було 52 помешкання (47/км²).
Расовий склад населення:
| - 74,6 % — білих - 24,6 % — чорних або афроамериканців |

До двох чи більше рас належало 0,9 %. Частка іспаномовних становила 0,0 % від усіх жителів.
За віковим діапазоном населення розподілялося таким чином: 27,2 % — особи молодші 18 років, 59,6 % — особи у віці 18—64 років, 13,2 % — особи у віці 65 років та старші. Медіана віку мешканця становила 41,8 року. На 100 осіб жіночої статі у місті припадало 90,0 чоловіків;  на 100 жінок у віці від 18 років та старших — 72,9 чоловіків також старших 18 років.
Середній дохід на одне домашнє господарство  становив 50 359 доларів США (медіана — 40 833), а середній дохід на одну сім'ю — 49 122 долари (медіана — 40 313). За межею бідності перебувало 12,0 % осіб, у тому числі 10,8 % дітей у віці до 18 років та 33,3 % осіб у віці 65 років та старших.
Цивільне працевлаштоване населення становило 67 осіб. Основні галузі зайнятості: роздрібна торгівля — 19,4 %, освіта, охорона здоров'я та соціальна допомога — 17,9 %, науковці, спеціалісти, менеджери — 11,9 %, публічна адміністрація — 10,4 %.